# Пакатінсаарі
Пакатінса́рі (рос. Пакатинсари) — невеликий острів у Ладозькому озері. Належить до групи Західних Ладозьких шхер. Територіально належить до Лахденпохського району Карелії, Росія.
Витягнутий із заходу на схід. Довжина 2,9 км, ширина 1 км.
Розташований між острова Кільпола на півночі та Монтоссарі на півдні. В центрі є невелике озеро, з якого стікає струмок.
На півдні острова розташоване село Хямяляйнен.